# Заливът на акулите
 Тази статия е за романа.  За географския обект вижте Залив на акулите.  
„Заливът на акулите“ е приключенски роман на българския писател Петър Бобев.
Публикуван е от издателство „Народна култура“, София, през 1963 г. под № 22 от поредицата Библиотека „Юношески романи“, с илюстрации от художника Михаил Руев. Книгата е с формат: 25 см. (84х108/32), 246 страници, подвързана с твърди корици, с тираж: 16 080 бр.

## Сюжет
Внимание:  Текстът по-долу разкрива сюжета на произведението (или части от него)!
Действието в романа се развива край бреговете на Африка. Български учени от екипажа на кораба
„Люлин“ правят ценни научни изследвания. В океанските глъбини изчезва младият биолог Богдан Коев. Изкушението да запечата на фотолента един рядък екземпляр акула-чук едва не го погубва. Спасяват го трима неизвестни водолази и го вземат в плен. Приятелят му, хидрологът Владимир Русев, напразно го търси из Залива на акулите. Заслепен от красотата и богатството на растения и
животни по океанското дъно, той не забелязва грозящата го опасност. Тайнствените водолази хващат и него. Българите са похитени от престъпна банда, търсеща диаманти по океанското дъно. Тя се оглавява от Мак Фарен, герой от Втората световна война. Единствената му цел сега е
да стане богат, за да отмъсти за поруганата си чест и достойнство на директора на Диамантения
синдикат.

## Рецензии
- Найден Минков: „Заливът на акулите“ (рецензия), в: „Родни простори“, бр.26 (литературно приложение на в. „Септемврийче“, бр.52) от 26.06.1963 г.

- „Заливът на акулите“ (рецензия), сп. „Пламък“, 1963 г., книжка 9, стр.134

## Издания на чужди езици
- 1976 г. – „Die Haifischbucht“ (Заливът на акулите“), издателство: „Verlag Neues Leben“, Berlin, DDR (ГДР) ((de)).